# Kochia indica
Kochia indica là loài thực vật có hoa thuộc họ Dền. Loài này được Wight mô tả khoa học đầu tiên năm 1791.